# شوبك (أداة)

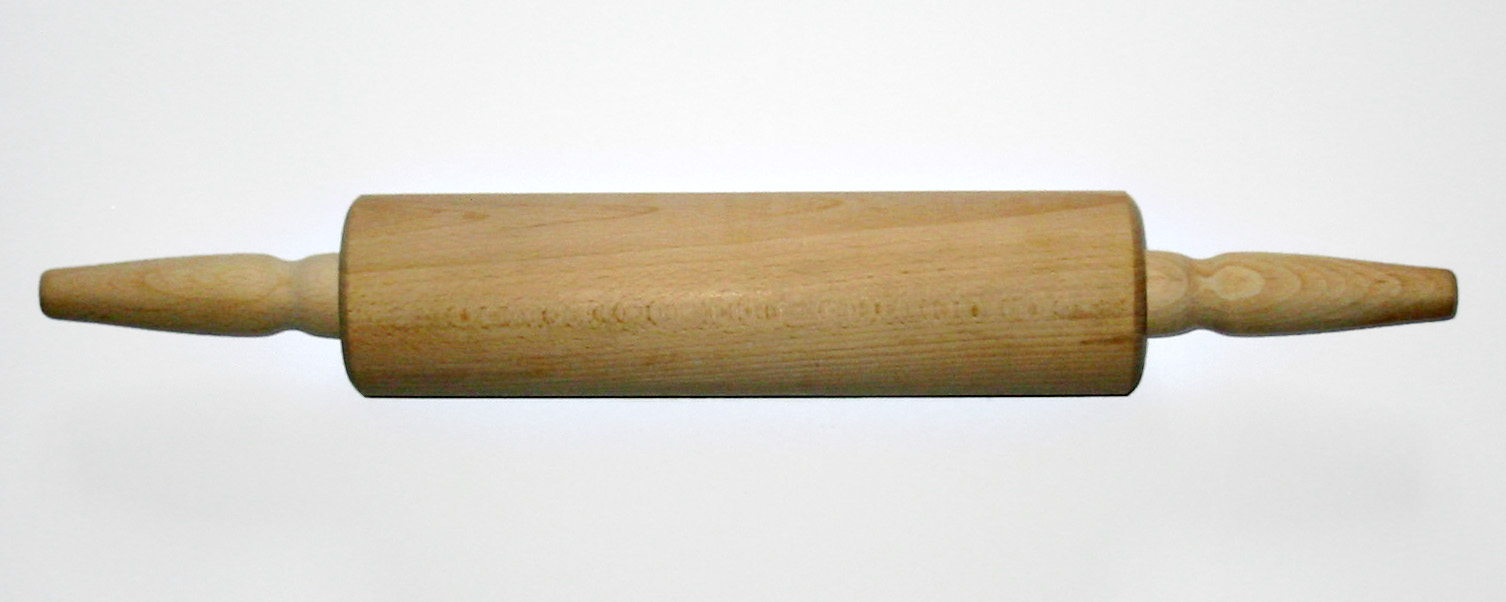
شوبك خشبي

الشَّوْبَكُ أو الشَوْبَقُ أو المِرْقَاق أو المِدْلاكُ أو النَّشَّابة أو المِطْلَمَة أو المِدْمَك أو المِسطح أو المِلطاط أو المِحور أو فرادة العجين أو الفرادة (بالإنجليزية: Rolling pin)‏. هي أداة تستخدم في المطبخ لرق وفرد العجين منها الخشبي ويكون على شكل أسطوانة بمقبضين، ومنها الشوبك الآلي وهو عبارة عن أسطوانتين معدنيتين أو مطاطيتين يمرر العجين بينهما ليفرد ويهيأ لعمل الباستا أو المعكرونة أو الحلويات منه.

## التأثيل
كلمتا الشوبك والشوبق معربتان من الفارسية من (بالفارسية: چوب) أو (بالفارسية: چوبه) اللتان تعنيان "عصا".

## معرض صور

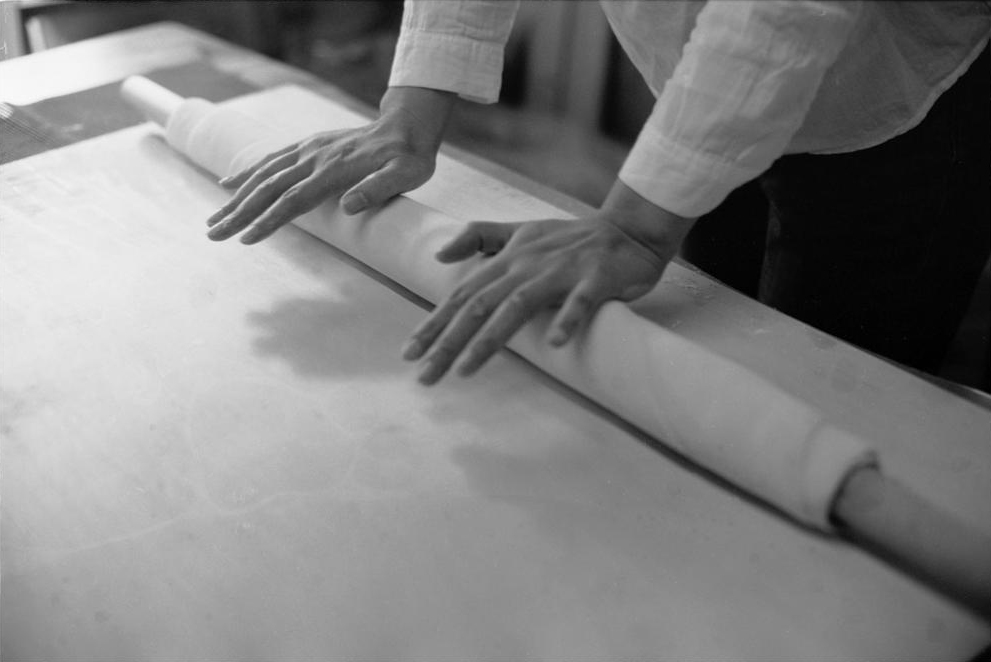
شوبك طويل يستخدم لصنع المعكرونة اليابانية أودون
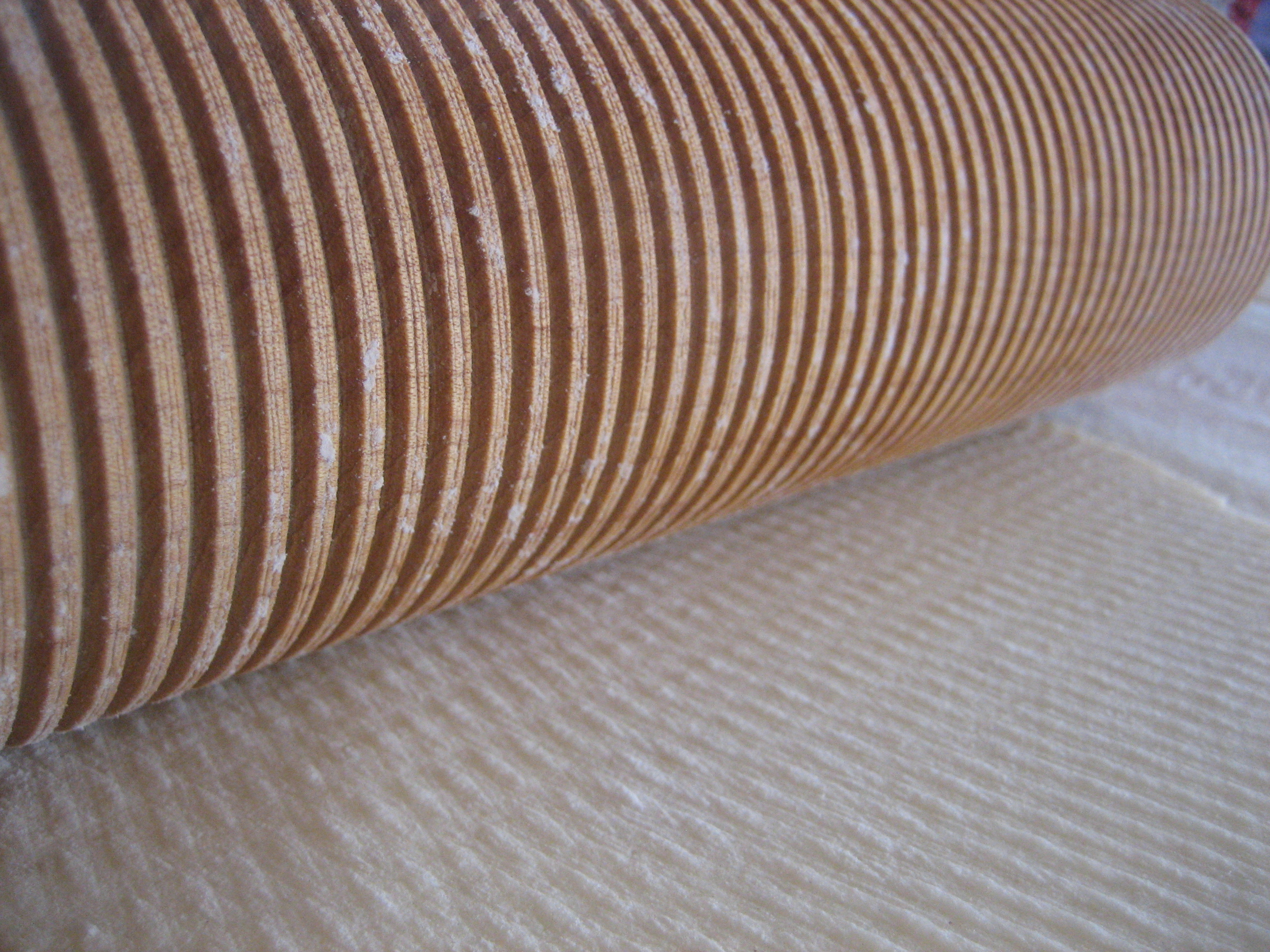
سطح الشوبك (الدبوس الدوار) مخطط لصنع ليفس النرويجية.
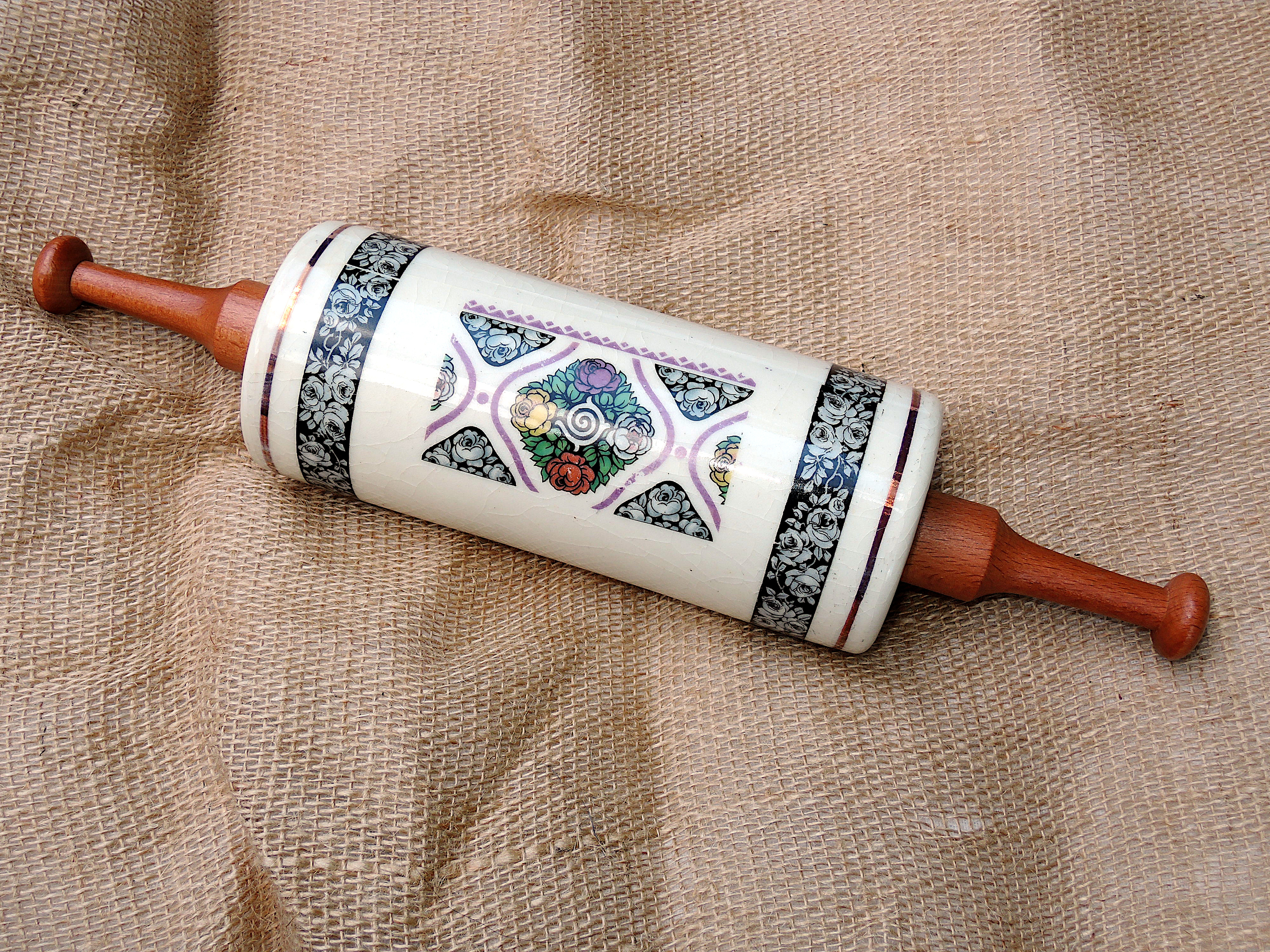
شوبك العجين الصغير، المصنوع من البورسلين العتيق (شوبك الخزف القديم).
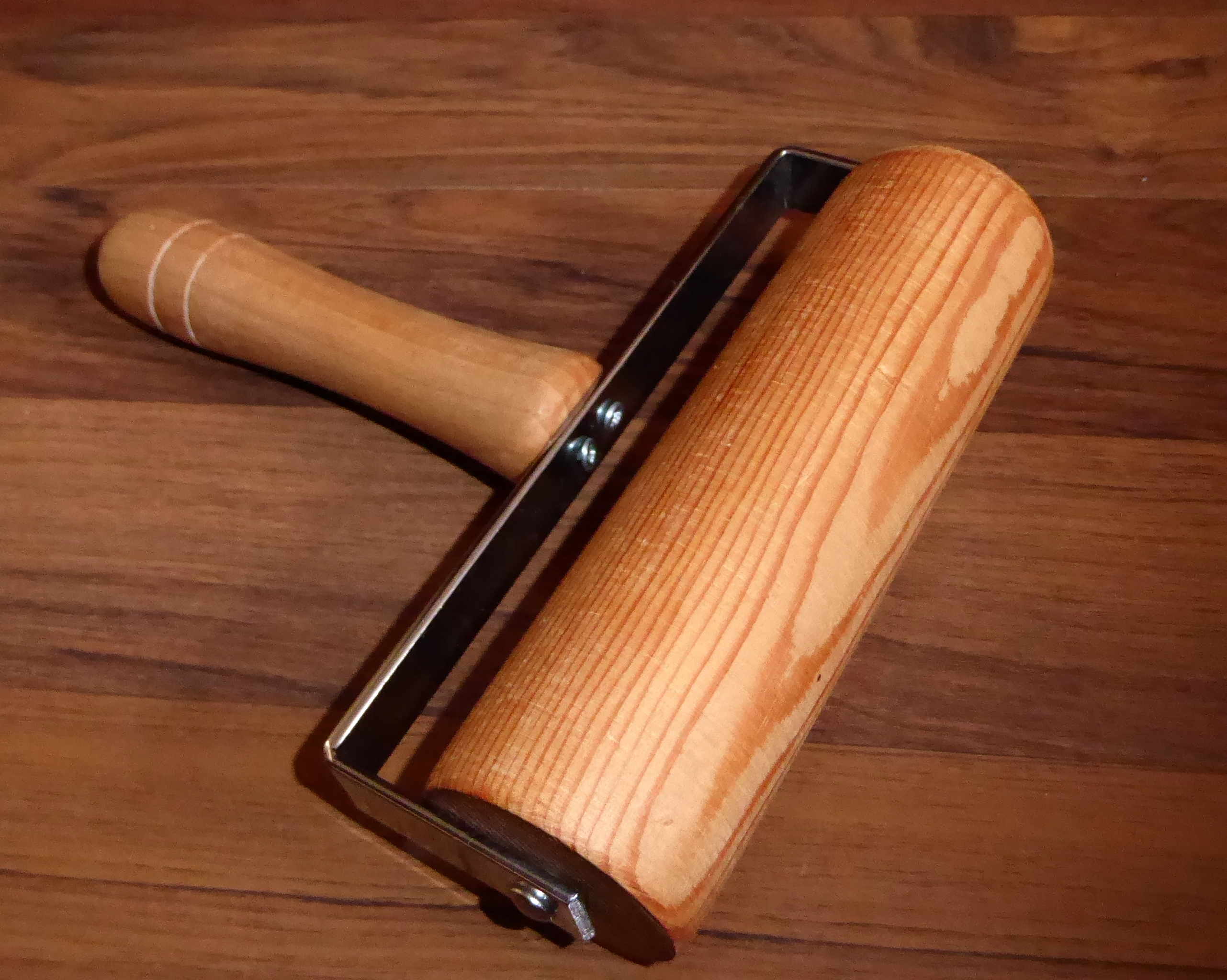
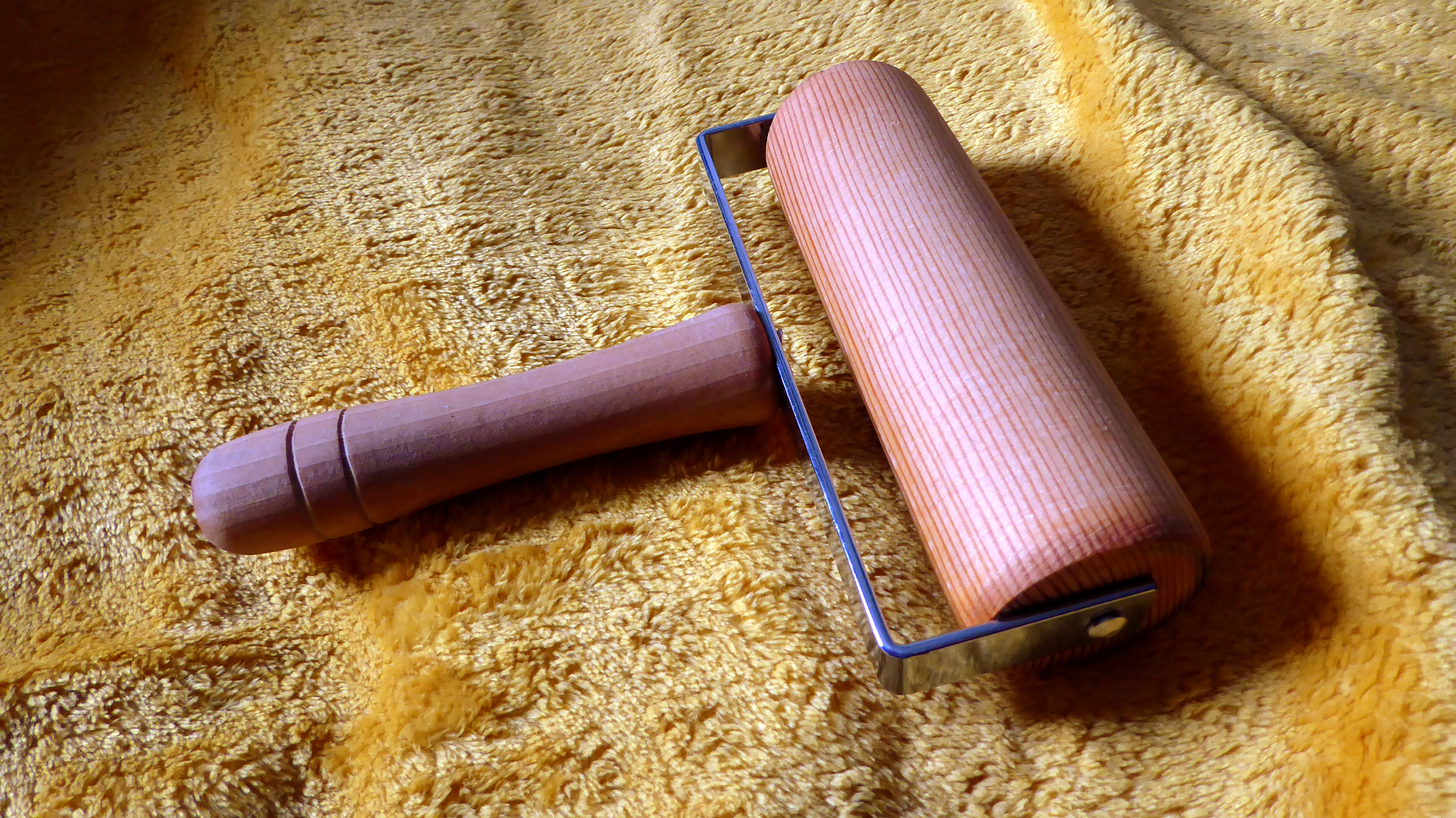
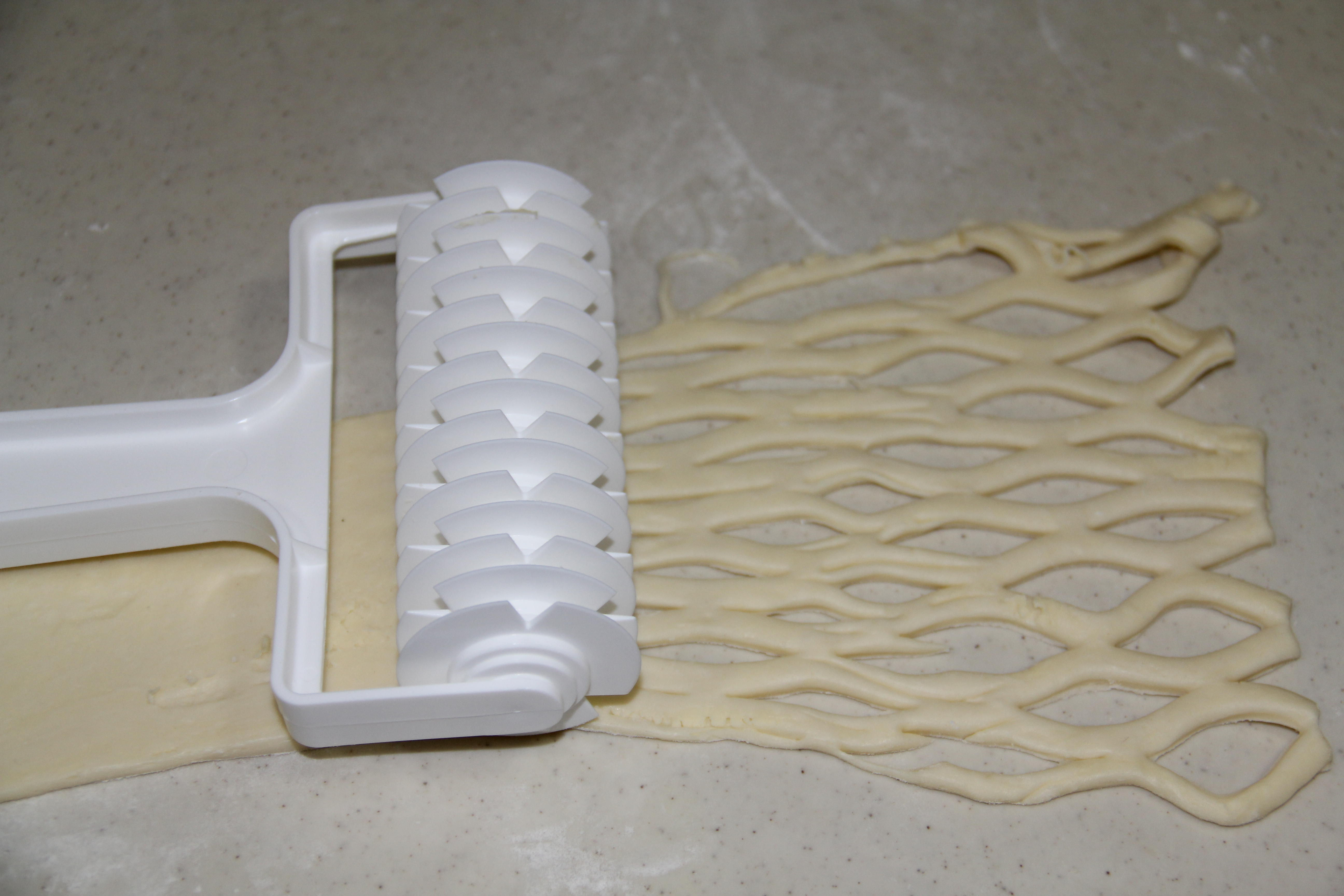
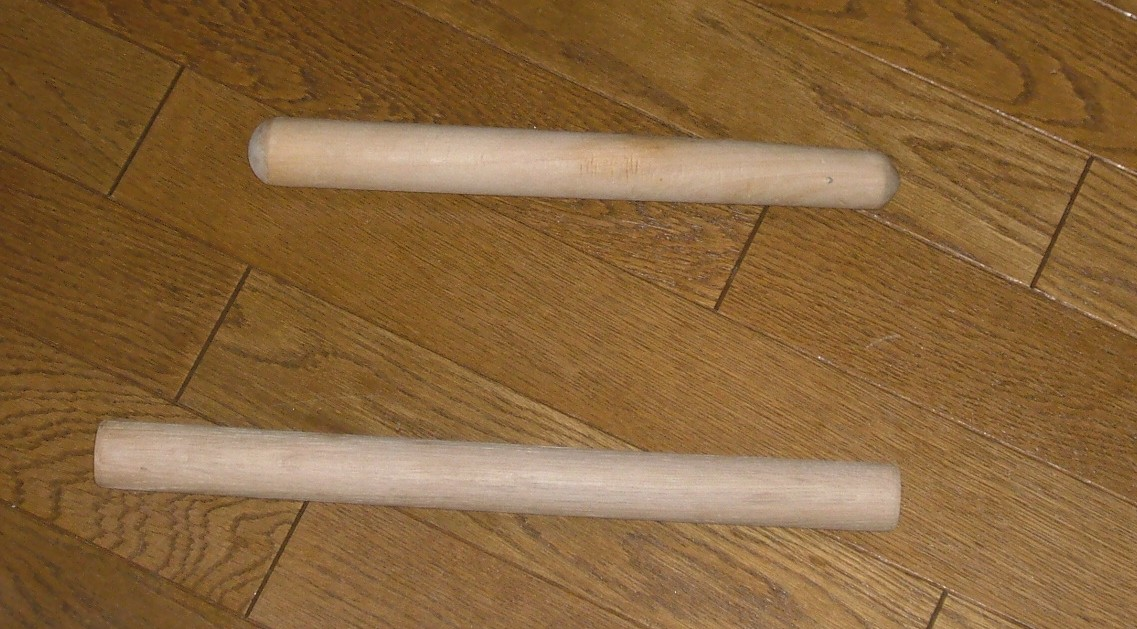
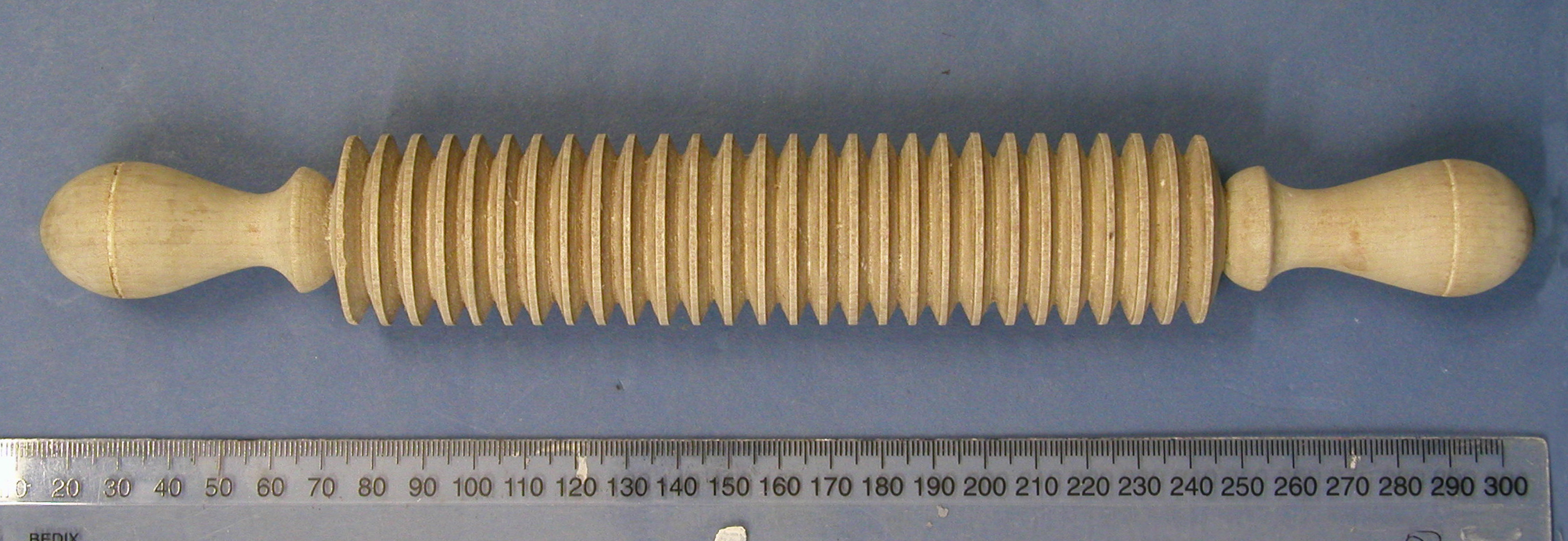